# Landim
Landim ist eine Gemeinde im Norden Portugals.
Landim gehört zum Kreis Vila Nova de Famalicão im Distrikt Braga, besitzt eine Fläche von 4,5 km² und hat 2838 Einwohner (Stand 19. April 2021).

## Bauwerke
- Mosteiro de Landim, das Kloster von Landim